# Prix Oliver-E.-Buckley
Le prix Oliver-E.-Buckley de la matière condensée est un prix décerné annuellement par l'American Physical Society. Il récompense des études théoriques ou expérimentales faites sur la physique de la matière condensée. Il a été créé en 1952 par les laboratoires Bell, et porte le nom d'un de ses présidents : Oliver Ellsworth Buckley.

## Prix décernés
- 1953 : William Shockley
- 1954 : John Bardeen
- 1955 : LeRoy Apker (en)
- 1956 : Clifford Shull
- 1957 : Charles Kittel
- 1958 : Nicolaas Bloembergen
- 1959 : Conyers Herring
- 1960 : Benjamin Lax (de)
- 1961 : Walter Kohn
- 1962 : Bertram N. Brockhouse
- 1963 : William Fairbank (de)
- 1964 : Philip W. Anderson
- 1965 : Ivar Giaever
- 1966 : Theodore Maiman
- 1967 : Harry George Drickamer (en)
- 1968 : John Robert Schrieffer
- 1969 : John Hopfield, D. G. Thomas
- 1970 : Theodore Geballe (de) et Bernd Matthias (de)
- 1971 : Erwin Hahn
- 1972 : James C. Phillips
- 1973 : Gen Shirane (de)
- 1974 : Michael Tinkham (en)
- 1975 : Albert Overhauser (en)
- 1976 : George Feher
- 1977 : Leo Kadanoff
- 1978 : George D. Watkins
- 1979 : Marvin Cohen (de)
- 1980 : Dean E. Eastman, William E. Spicer
- 1981 : David M. Lee, Robert C. Richardson et Douglas D. Osheroff
- 1982 : Bertrand Halperin
- 1983 : Alan J. Heeger
- 1984 : Daniel C. Tsui, Horst Ludwig Störmer et Arthur Gossard (de)
- 1985 : Robert Otto Pohl (de)
- 1986 : Robert B. Laughlin
- 1987 : Robert J. Birgeneau (en)
- 1988 : Frank F. Fang, Alan B. Fowler et Phillip J. Stiles
- 1989 : Hellmut Fritzsche (en)
- 1990 : David Edwards
- 1991 : Patrick A. Lee (de)
- 1992 : Richard A. Webb
- 1993 : Duncan Haldane
- 1994 : Aron Pinczuk
- 1995 : Rolf Landauer
- 1996 : Charles Pence Slichter (en)
- 1997 : James S. Langer (de)
- 1998 : Dale J. van Harlingen, Donald Ginsberg (de), John R. Kirtley (en) et Chang C. Tsuei
- 1999 : Sidney Nagel (en)
- 2000 : Gerald. J. Dolan, Theodore. A. Fulton et Marc A. Kastner (en)
- 2001 : Alan Luther (de) et Victor Emery (en)
- 2002 : Jainendra Jain (en), Nicholas Read, Robert Willett
- 2003 : Boris Altshuler (en)
- 2004 : Tom Lubensky (en) et David R. Nelson (en)
- 2005 : David Awschalom (en), Myriam Sarachik et Gabriel Aeppli
- 2006 : Noel A. Clark et Robert Meyer
- 2007 : James P. Eisenstein, Steven Girvin (en) et Allan H. MacDonald
- 2008 : Mildred Dresselhaus
- 2009 : Jagadeesh Moodera (en), Paul Tedrow (de), Robert Meservey (de) et Terunobu Miyazaki (de)
- 2010 : Alan Mackay (de), Dov Levine (de) et Paul Steinhardt
- 2011 : Juan Carlos Campuzano (en), Peter Johnson et Zhi-Xun Shen
- 2012 : Charles L. Kane, Laurens W. Molenkamp et Shoucheng Zhang (en)
- 2013 :John Slonczewski (en), Luc Berger
- 2014 :Philip Kim (en)
- 2015 :Aharon Kapitulnik (en), Allen Goldman, Arthur F. Hebard (en), Matthew P. A. Fisher (en)
- 2016 : Eli Yablonovitch
- 2017 : Alexei Kitaev, Xiao-Gang Wen (en)
- 2018 : Paul Chaikin